# Метрополітен Лакхнау
Метрополітен Лакхнау — лінія метрополітену в місті Лакхнау, Уттар-Прадеш, Індія.

## Історія
Будівництво розпочалося 27 вересня 2014 року. Початкова ділянка з 8 естакадних станцій та 8,5 км відкрилася 6 вересня 2017 року. 8 березня 2019 року перша лінія відкрилася повністю.

## Лінія 1
На лінії використовуються чотиривагонні потяги Alstom, що живляться від повітряної контактної мережі. Ширина колії — стандартна. З наявних 22 станцій лише 3 побудовані підземлею, всі інші — естакадні.

## Розвиток
Планується друга лінія яка складатиметься з 6 підземних та 6 естакадних станцій, 11,1 км.

## Режим роботи
Працює з 6:00 до 22:00.